# 제3의 위치
제3의 위치(영어: Third Position) 또는 제3의 대안(영어: Third Alternative)은 1920년 바이마르 공화국의 보수주의 분파 학자들에 의해 처음으로 용어화, 정립된 이론이며, 공산주의와 자본주의를 모두 반대하는 민족주의 사상을 총칭하는 정치 운동 및 정치 이론이다. 이들이 이러한 사상을 '제3의 위치' 또는 '제3의 대안'으로 칭한 것은 우익도 좌익도 아닌 중도 같은 회색주의적 성향이라서가 아니라 우익과 좌익의 장점을 혼용하려고 하는 혼합 정치를 의미하는 뜻에서 칭해진 것이다.
이 정치 운동은 최초로 독일 사회민주당의 여러 소수 당원에서 나타났으나, 이탈리아 파시즘 운동에서 확실하게 발견되었다. 나치즘, 국민아나키즘의 핵심적인 토대이기도 하다. 제3의 위치를 주장하는 세력들은 공통적으로 상품 생산에 대한 이익과 생산 수단 그리고 공공 서비스를 국가와 민족에 널리 분배하려고 하며, 보수적인 사회 관념을 일부 가지고 있으면서도 과격한 전체주의와 민족주의에 의거한 정치적 변화를 요구하고, 대량 작업적 경제 체제를 옹호하는 특징을 보인다.
그들은 자신들의 정치가 기성 우익과 좌익의 정치보다 더욱 우월하며 좌우를 초월했다고 주장하는데, 실제로 좌우를 구분하기 힘들어 보이기는 해도 명백히 좌익 성향을 띠는 제3의 위치가 있고 또한 우익 성향을 띠는 제3의 위치가 있다. 그들은 초기에 반공주의와 반자본주의를 모두 표방하긴 하나, 시간이 흐르면서 한쪽을 상대적으로 더 반대하고 다른 한쪽과는 타협을 하게 되는데 반공주의를 더 강조하고 자본주의와 타협하면 우익적 제3의 위치이고, 반자본주의를 더 강조하고 공산주의와 타협하면 좌익적 제3의 위치인 것이다. 보통 좌익적 제3의 위치는 식민지나 독재 등 억압상태에서 인종주의와 제국주의가 없는 국가사회주의 운동으로 표현되는데, 이를 초기 파시즘이라고도 칭한다.
이렇게 좌우를 초월했다고 주장하는 제3의 위치 사상 조류가 결국 한쪽으로 기울게 되는 이유는 제3의 위치가 매우 추상적이고 관념론적이기 때문이다. 그들이 주장하는 강성 민족주의적 이데올로기는 추상적이고 모호한 종교적 이상일 뿐이지 현실을 운영하는 것과 관련된 체제가 아니므로 이상만으로 국가와 사회를 운영할 수 없는 노릇이기에 그들은 자신들의 운동을 현실에 구현하기 위해 현실의 체제를 논하는 자본주의와 공산주의 중 한쪽과 동거할 수 밖에 없는 것이다.
비슷한 명칭의 중도좌파적 사상인 제3의 길(영어: Third Way)과는 매우 다른 정치 조류이다.

## 개요
제3의 위치는 극도로 혼합주의적이며, 이들의 세부적인 정치 사상과 정치적 행위는 우익적일 수도 있고 좌익적일 수도 있는 것이 특징이다. 이들은 처음에는 기성 좌우익을 모두 배격하나 역사적으로 결국 우익과 좌익 중 한쪽으로 기울게 되었는데 우익적인 제3의 위치는 주로 파시즘과 나치즘, 팔랑헤주의 등이 해당하며, 좌익적인 제3의 위치는 강력한 국가통제를 전제로 한 국가사회주의(나치즘과 다른 사상임), 초기 파시즘, 국민볼셰비즘 등이 해당한다. 전자에 해당하는 인물은 아돌프 히틀러, 베니토 무솔리니, 프란시스코 프랑코, 라파엘 트루히요 등이 있으며, 후자는 후안 페론, 에두아르드 리모노프 등이 있다.
제3의 위치 이론의 지지자들은 거의 대부분 중산층에 속한다. 이들은 한편으로 재산 유지를 바라기 때문에 공산주의를 혐오한다. 그러나 이들은 또한 막대한 자본을 형성하여 빈부의 격차를 불러오는 자본가도 경멸하며, 이들에 있어서 삶에 욕구를 채워주기 위한 하나의 수단으로 과격한 민족주의를 따른다. 제3의 위치 이론은 그 의미가 결함적인 이른바 '민족 혁명'을 바란다. 이들은 사회적으로는 그 자체를 보수 또는 현상유지에 두는 것을 원하지만, 경제적으로는 급진적인 것을 원한다. 실제로 이 사례는 나치 독일의 사회적으로는 보수적인 운동인 단일 민족화 운동, 여성 단결 운동, 교육 단결 운동으로 나타났으며 또한 환경보호법, 동물보호법과 같은 급진적인 여러 개혁으로 나타났다. 아랍사회주의 일부도 제3의 위치에 해당한다.
제3위치주의자(Third Positionists)들은 정치 스펙트럼에서 양극단을 융합하면서, 일반적으로 문화적 시각에 있어서 반동주의적이고 문화보수주의적인 시각을 가지며 경제적 견해에 있어서 국가사회주의를 원한다.
좌익적인 제3의 위치 운동은 기존 좌익운동 안에서 덜 비판 받거나 용인될 가능성이 크기 때문에 반파시즘 운동에서는 이를 매우 위험한 사상으로 간주한다.

## 역사
제3의 위치 운동은 국민볼셰비즘(극우 국민주의와 극좌 스탈린주의의 혼합) 그리고 슈트라서주의(초기 나치당에서 나치당 좌익으로 불린 세력들의 사상이다. 사회주의적 색채가 강한 나치즘 분파 사상으로서 노동자와 급진적인 대중행동 등에 기반했다. 나치당 좌익은 1934년 장검의 밤 사건에서 숙청되고 이후 나치당은 확실히 우익적 색채를 띠기 시작한다.) 같은 정치 운동에서 비롯되었다. 네오 파시스트, 네오 나치 작가인 프랜시스 파커 요키(Francis Parker Yockey)는 공산주의자와 파시스트 간의 반기독교, 반유대주의적 동맹을 제안했고 이를 적갈색 동맹(Red-Brown Alliance, 적색은 볼셰비즘을 갈색은 나치를 상징)이라고 불렀다. 요키는 제3세계의 민족 해방을 지지했다. 민족 해방이 인종 분리 정책과 민족다원주의에 도움이 되는 걸로 간주했기 때문이다.
제3의 위치라는 용어는 20세기 이후에야 등장했지만, 극좌와 극우적 정치관이 혼합된 기회주의적 사상은 19세기에 이미 존재했으며 칼 마르크스는 공산당 선언에서 이를 봉건적 사회주의라고 칭하며 비판한다. 봉건적 사회주의자의 호소자들은 대체로 1830년의 혁명으로 그들의 특권을 상실한 영국과 프랑스의 귀족들이었다. 그들은 노동계급에게 부르주아 체제를 공격하게 함으로써 그들의 옛 귀족적 지위를 회복하고자 했다. 그들의 통치하에선 부르주아적 착취가 존재하지 않았다고 주장하면서 자신들이 노동계급의 수호자임을 자칭했고, 동시에 혁명적 노동계급의 운동을 비판했다. 이 운동은 결코 대중적 지지를 얻지 못했으며, 자유주의적 가치관에 반대하며 왕정과 전통주의를 옹호한 왕당파 반동세력들에 의해 지지받았다.

### 외국의 사례

#### 아르헨티나
아르헨티나에서의 제3의 위치 이론은 좌익적 제3의 위치 이론과 거의 동일시 되었다. 냉전 시절 전 아르헨티나의 대통령인 후안 페론(1946년 ~ 1955년, 1973년 ~ 1974년)은 초기 파시즘과 매우 같은 양상으로 국가 운영을 보여주었다. 인종주의와 제국주의가 없는 초기 파시즘과 같이 후안 페론은 반공주의적이고 반자본주의적이면서 인종 차별을 하지 않았으며, 유대인을 탄압하지 않았다. 대신 국가주의적이고 비-인종차별적 민족주의 정치 태세를 보여왔다. 그는 자신의 정치를 명확하게 파시즘이라고 하지는 않았지만 '국제주의적 제3의 수단' 또는 '페론주의'라고 일컬었다. 그는 대통령이 되기 전 당시 이탈리아의 베니토 무솔리니 정치를 옹호했으며, 이러한 행위는 그가 축출당하는 결정적 계기가 된다.

#### 프랑스
프랑스에서 일어난 제3의 위치 이론은 1985년 장-쥘 말리아라키스(프랑스어: Jean-Gilles Malliarakis)가 '제3의 길당'이라는 네오 파시즘 정당을 창당하여(약칭 TV) 극우적 사상을 가진 프랑스 국민에게 지원을 받을 사례가 있었다. 주로 반미적이었으며, 반공주의적인 과격 민족주의 정당인 제3의 길당은 1985년에서 1990년까지 총선에서 의석수를 하나도 얻지 못하여 1991년 정당이 붕괴하였다. 현재는 국민연합이 제3의 위치 이론을 주장하기도 한다.

#### 독일
1920년대 바이마르 공화국에서 최초로 제3의 위치 이론이 나타났으며, 이 이론은 주로 혁명적 보수주의 학자들이 지지했다. 독일 내 공산주의자들은 탄압하기 위해 독일 사회민주당이 어느 정도 절충하여 이용했던 이론이기도 하다. 1920년 이전에 독일 사회민주당은 제1차 대전의 참전을 지지하는 한편, 1920년대 제3의 위치를 주장하는 혁명적 보수주의 학자들과 협력했기 때문에 국제 공산당과 사회민주주의자들의 관계는 매우 험악해졌다. 그러나 바이마르 공화국 기간 이 사상은 중요한 위치에 있었음에도 직접 실행은 하지 않았으며 당시 군소당에 속했던 독일 노동자당이 처음으로 제3의 위치 이론을 주장했다. 결국, 독일 노동자당의 후신인 국가사회주의 독일 노동자당이 바이마르 공화국의 정권을 잡아 후기 파시즘을 주축으로 한 나치즘으로 제3의 위치 정치를 실행했으나, 나치 독일이 2차 대전에서 패배하고 국가사회주의 독일 노동자당 정부의 만행이 드러나면서 제3의 위치 이론의 신뢰성마저 함께 붕괴한다.
현재 독일에서는 독일 국민민주당이 제3의 위치를 주장한다. 그러나, 유럽의 수많은 국제주의자들이 이 정당을 거론하며, 독일 헌법 기관에 해당 정당에 대한 위헌 처분을 요청하면서 독일 국민민주당은 전폭적인 활동을 못하고 있다. 하지만, 독일 내에서 아직 독일 국민민주당이 위헌이라는 판례가 나오지는 않았다.

#### 이탈리아
이탈리아에서 일어난 초기 제3의 위치 이론은 좌익적 이론이었으나, 1930년대 들어서 점점 우경화되어 극우 제3의 위치 이론이 된다. 이탈리아의 파시스트 지도자인 베니토 무솔리니는 공개적인 연설에서 제3의 수단을 따른다고 공표했다. 그는 파시즘은 반자본주의적이고 반공산주의적이어야 한다고 주장한다. 그는 제3의 수단의 필요성을 다음과 같이 말했다.
자본주의와 공산주의의 충돌은 무의미합니다. 더 중요한 것은 자본주의자, 또한 그들을 따르는 자본주의 노예와 현실에 맞지 않으면서도 사회에 혼란을 가속화한 마르크스주의를 철저하게 족쇄를 채워 봉쇄해야 한다는 것이며, 이 사명 아래 제3의 수단을 옹호하겠습니다. 저는 이 시대에 뒤떨어진 교리를 지지하는 자들을 처단하기 위해 에티오피아 전쟁과 같이 칼을 두 번 뽑을 것입니다.
- 베니토 무솔리니, 1940년
베니토 무솔리니 사후, 이탈리아에서 제3의 위치는 주로 이탈리아의 유명한 네오 파시스트인 가브리에르 에디노피와 로베르토 피오르에 의해 발전되었다. 이탈리아에서의 제3의 위치 이념은 군국주의를 지지하며, 국가 해방 운동, 급진적 인종 분리를 지지한다. 또한, 군사들의 근무 환경 수준을 높이는 운동도 전개하고 있으며, 초 국수적인 역사관을 가지고 있다.

#### 남아프리카 공화국
남아프리카 공화국에서의 제3의 위치는 인종 차별과 군국주의, 반자본주의, 반공주의적인 운동으로 나타났다. 쉽게 말해서 극우적 제3의 위치와 가까우며, 나치즘과도 매우 유사하다. 제3의 위치 이론을 따르는 남아프리카 정당은 대표적으로 남아프리카 국민당이 있었으며, 이들은 훗날 백인 우월주의의 아파르트헤이트 정부를 구성한다. 곧, 이들은 개혁적 사회주의 계파 단체 중 하나인 넬슨 만델라를 중심으로 한 아프리카 민족회의의 무장 투쟁적 흑인 해방 운동으로 와해하여, 1994년 정당 능력을 다하였으며, 1997년 해체되었다.

#### 미국
미국에서는 20세기 후반부터 제3의 위치 이론이 공적인 이론으로 등장했다. 미국 제3의 위치 이론은 주로 록 포드 연구소, 미국 민족연합, 백색 아리아인 저항운동과 같은 일부 백인 민족주의자 세력뿐만 아니라 흑인 민족주의 세력에 의해서 주창되었다.

## 제3의 위치에 해당하는 사상
- 파시즘(Fascism)
- 나치즘(National socialism, Nazism)
- 국민아나키즘(National anarchism)
- 국민볼셰비즘(National bolshevism)
- 페론주의(Peronism)
- 팔랑헤주의
- 국민생디칼리슴
- 슈트라서주의

## 같이 보기
- 생태전체주의
- 혼합주의
- 생산주의